# Orco (folclore)

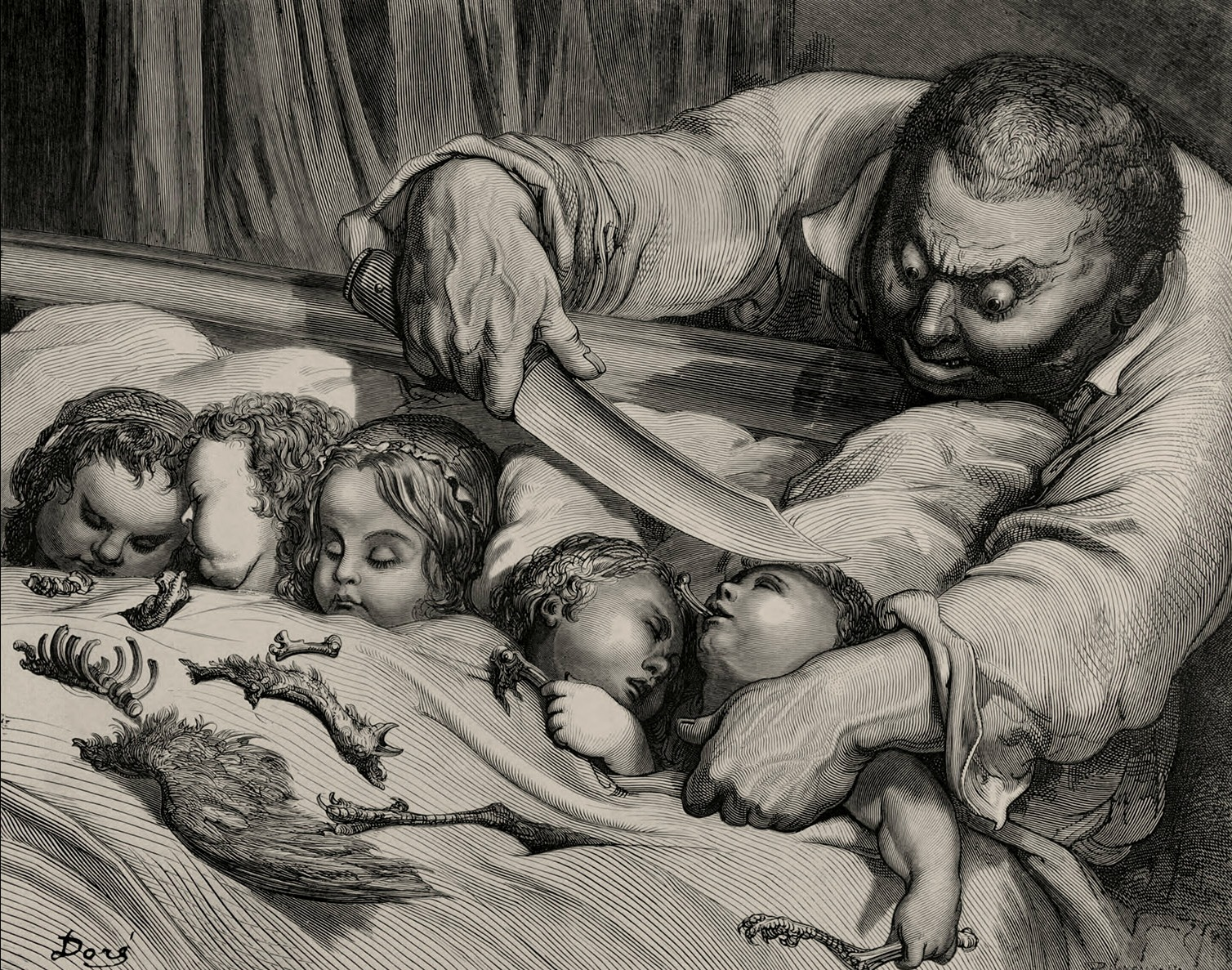
L'orco della fiaba di Pollicino in un'illustrazione di Gustave Doré

Nel folclore e nelle fiabe dei Paesi europei, specialmente in Italia e in Francia, gli orchi sono mostri antropomorfi giganteschi e crudeli, che solitamente si nutrono di carne umana.
L'orco del folclore è correlato a quello della mitologia germanica; non sempre è possibile distinguere chiaramente queste due figure, sebbene l'orco della mitologia sia in generale un essere descritto come più simile a una bestia o a un demone. Gli orchi nel fantasy sono talvolta ispirati alla figura dell'orco del folclore (per esempio gli orchi di Piers Anthony), e talvolta a quella dell'orco della mitologia (gli orchi di J. R. R. Tolkien); in alcuni casi, fanno riferimento a elementi tipici di entrambe queste figure.
Il nome dell'animale orca deriva da un mostro, citato originariamente da Plinio il Vecchio e in seguito ripreso dai bestiari medievali e dalla letteratura epica e cavalleresca medioevale e rinascimentale, per esempio nell'Orlando Furioso (da questa accezione deriva il nome del cetaceo). Nello stesso Orlando Furioso tuttavia appare anche un "orco" terrestre, un gigante cieco con un grande naso e zanne simili a quelle di un cinghiale, che divora carne.

## Storia

### L'orco classico

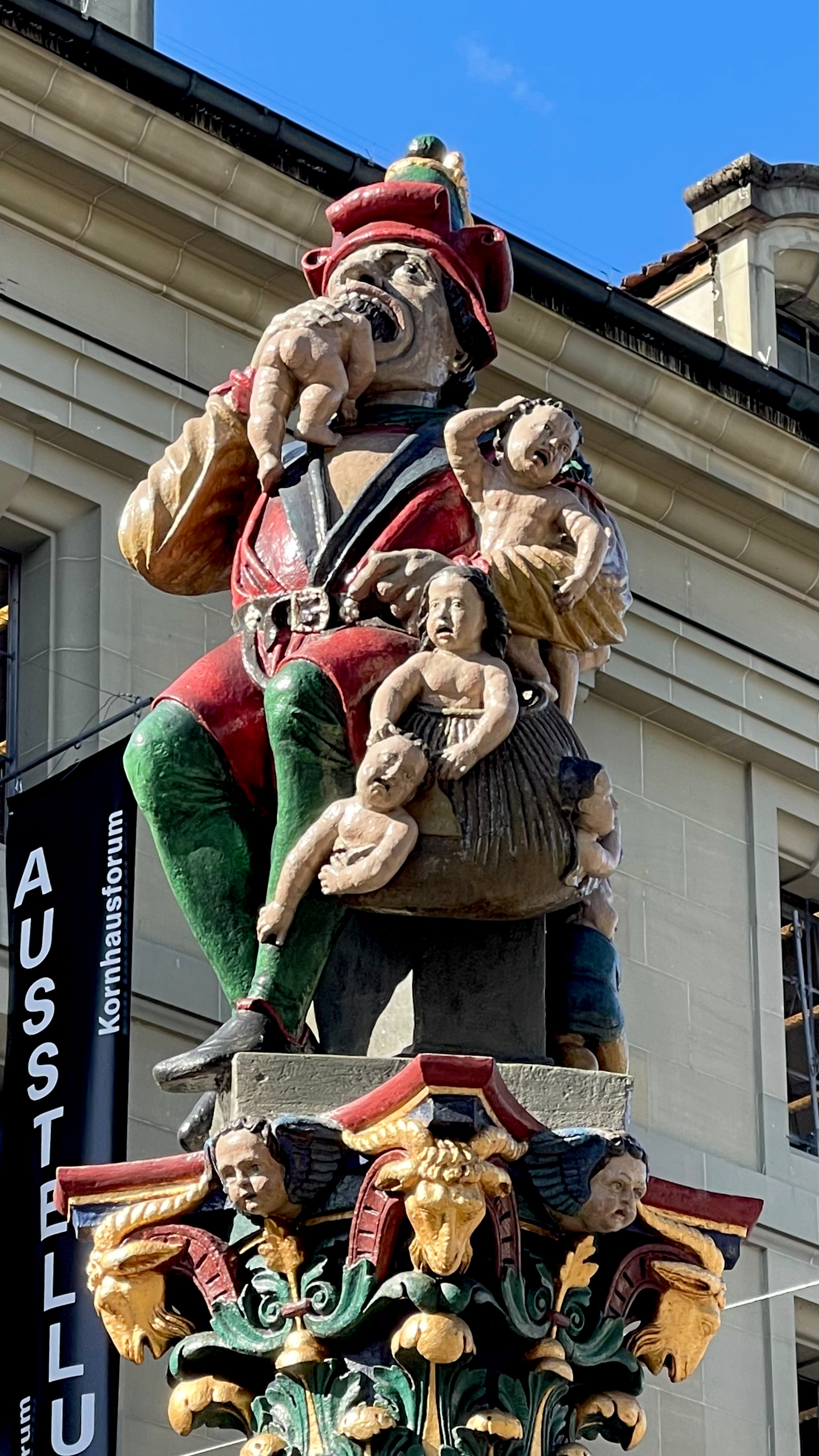
Kindlifresserbrunnen, Berna, Svizzera

L'orco del folclore e delle fiabe deriva certamente dall'Orco della mitologia romana, sovrano del Regno degli Inferi e divoratore di uomini insieme al suo mostruoso cane Cerbero. L'uso del termine "orco" per designare un mostro divoratore di uomini è documentato in italiano fino dal XIII secolo; lo usano, tra gli altri, Jacomo Tolomei (1290) [orco... mangia li garzone], Fazio degli Uberti (1367), Luigi Pulci, e Ludovico Ariosto. Ristoro Canigiani (1363) ne parla esplicitamente come di uno spauracchio dei bambini. Nello stesso periodo, alcuni autori usano ancora il termine per riferirsi all'Orco romano (per esempio Guido da Pisa e Boccaccio).
È possibile che la figura dell'orco sia approdata in Europa proprio dall'Italia; lo testimonierebbe anche la probabile derivazione etimologica dall'italiano di molti termini europei (per esempio l'antico inglese orke, testimoniato nel 1656).

### L'orco di Perrault e le sue varianti
Probabilmente traendo spunto dalla tradizione italiana (per esempio dall'uerco de Lo cunto de li cunti di Giambattista Basile, 1634), Charles Perrault introdusse alla fine del XVII secolo il prototipo di quello che sarebbe poi diventato l'orco tradizionale delle fiabe. Si tratta di un personaggio gigantesco, dall'aspetto di un bruto (spesso rappresentato come peloso, muscoloso, barbuto e con il ventre prominente) e non raramente armato di un pesante bastone. Caratteristica correlata è la stupidità, che spesso è ciò di cui l'eroe della storia si avvantaggia per sconfiggere l'orco. In alcune varianti, gli orchi sono in grado di mutare forma. Gli orchi vivono spesso in palazzi o castelli sperduti, ma anche in grotte e paludi; spesso sono guardiani di principesse prigioniere, oppure tengono in schiavitù o divorano bambini. Oltre all'orco di Pollicino, c'è anche quello del gatto con gli stivali.

### Orchi derivati
Molti personaggi delle fiabe, pur non essendo esplicitamente descritti come orchi, ne riproducono diversi elementi tipici; due esempi celebri sono Mangiafoco di Pinocchio (che schiavizza le marionette e, metaforicamente, i bambini) e Barbablù.

## Usi metaforici del termine
Per estensione, il termine orco si applica a persone disgustose o volgari con un temperamento violento, specialmente quando tale violenza è diretta verso donne o bambini. È in questo senso, per esempio, che Daniel Pennac usa metaforicamente il termine nel romanzo Il paradiso degli orchi (Au bonheur des ogres, 1985). L'associazione fra gli orchi e la violenza contro i bambini fa sì che il termine "orco" sia anche usato, per esempio in ambito giornalistico, per indicare persone che si macchiano di reati di pedofilia.

## Orchi moderni
Un esempio ben noto di orco nella cinematografia moderna è Shrek, un personaggio che viene utilizzato per ribaltare parodisticamente molti degli elementi della tradizione fiabesca (per esempio Shrek non è affatto cattivo e non compie crudeltà contro gli esseri umani, e nella serie di film a lui dedicati avviene un curioso scambio di ruoli fra l'orco e il principe azzurro). 
Nella letteratura, gli orchi sono una delle razze di Arda, l'universo fantastico creato da J.R.R. Tolkien, e appaiono frequentemente in libri, film o videogiochi di ambientazione fantasy.
Sono presenti anche nel gioco di ruolo Dungeons & Dragons.